# George Washington Lent Marr
George Washington Lent Marr (* 25. Mai 1779 im Henry County, Virginia; † 5. September 1856 bei New Madrid, Missouri) war ein US-amerikanischer Politiker. Zwischen 1817 und 1819 vertrat er den Bundesstaat Tennessee im US-Repräsentantenhaus.

## Werdegang
George Marr besuchte die öffentlichen Schulen seiner Heimat und studierte danach an der University of North Carolina in Chapel Hill. Zwischen 1807 und 1809 bekleidete er den Posten des Generalstaatsanwalts im westlichen Teil von Tennessee. Im Anschluss fungierte er bis 1813 als Staatsanwalt im fünften Gerichtsbezirk dieses Staates. Während eines Indianerkriegs wurde er verwundet.
Politisch war Marr Mitglied der Demokratisch-Republikanischen Partei. Bei den staatsweit ausgetragenen Kongresswahlen des Jahres 1816 wurde er für das vierte Abgeordnetenmandat von Tennessee in das US-Repräsentantenhaus in Washington, D.C. gewählt, wo er am 4. März 1817 die Nachfolge von James B. Reynolds antrat. Da er im Jahr 1818 von seiner Partei nicht zur Wiederwahl nominiert wurde, konnte er bis zum 3. März 1819 nur eine Legislaturperiode im Kongress absolvieren.
Nach seinem Ausscheiden aus dem US-Repräsentantenhaus wurde George Marr einer der größten Landbesitzer im westlichen Teil Tennessees. Er war hauptsächlich als Pflanzer tätig. Ab 1821 war er in Clarksville ansässig. Im Jahr 1834 nahm er als Delegierter an einer Versammlung zur Überarbeitung der Verfassung von Tennessee teil. Mitte der 1830er Jahre wurde er Mitglied der Whigs. Er starb am 5. September 1856 auf seinem Anwesen auf einer Insel im Mississippi River nahe New Madrid.